# Polielektrografia
Polielektrografia – grupa technik diagnostycznych polegająca na rejestracji więcej niż jednego procesu związanego z daną czynnością, danym zjawiskiem. Przykładowo, w przypadku polikardiografii rejestrujemy m.in. zjawiska akustyczne i elektryczne związane z pracą serca. Najpopularniejsze techniki polielektrograficzne to:
- polikardiografia
- kardiotokografia (KTG)
- polisomnografia